# Pieve Vergonte
Pieve Vergonte är en ort och kommun i provinsen Verbano Cusio Ossola i regionen Piemonte i Italien. Kommunen hade 2 518 invånare (2018).